# 1987 في الكويت

## المناصب
- أمير الدولة: جابر الأحمد الصباح
- رئيس الوزراء وولي العهد: سعد العبد الله السالم الصباح

## مواليد
- هنادي الكندري - ممثلة.
- فهد الأنصاري - لاعب كرة قدم.
- ضاري سعيد - لاعب كرة قدم.
- عبد الله الطراروة - ممثل.
- طلال العامر - لاعب كرة قدم.
- خالد الرشيدي - لاعب كرة قدم.
- عبد الله البريكي - لاعب كرة قدم.
- محمد راشد الفضلي - لاعب كرة قدم.
- محمد عبد القدوس - ممثل.
- علي المشموم - لاعب كرة قدم.
- سارة الدريس - كاتبة.